# Kalinkovo
Kalinkovo es un municipio del distrito de Senec en la región de Bratislava, Eslovaquia, con una población estimada a final del año 2024 de 1564 habitantes.
Se encuentra ubicado al sureste de la región, en el valle del río Morava y cerca de la frontera con la región de región de Trnava y con Austria.

## Demografía
| Año        | 1994 | 2004     | 2014     | 2024     |
| ---------- | ---- | -------- | -------- | -------- |
| Población  | 849  | 957      | 1278     | 1564     |
| Diferencia |      | +12,72 % | +33,54 % | +22,37 % |

| Año        | 2023 | 2024    |
| ---------- | ---- | ------- |
| Población  | 1530 | 1564    |
| Diferencia |      | +2,22 % |